# Gyalopion
Gyalopion is een geslacht van slangen uit de familie toornslangachtigen (Colubridae) en de onderfamilie Colubrinae.

## Naam en indeling
De wetenschappelijke naam van de groep werd voor het eerst voorgesteld door Edward Drinker Cope in 1860.
Er zijn twee soorten, de meest recente soort werd in 1893 wetenschappelijk beschreven.

### Soorten
Het geslacht omvat de volgende soorten, met de auteur en het verspreidingsgebied.
| Naam                    | Auteur        | Verspreidingsgebied      |
| ----------------------- | ------------- | ------------------------ |
| Gyalopion canum         | Cope, 1861    | Mexico, Verenigde Staten |
| Gyalopion quadrangulare | Günther, 1893 | Mexico, Verenigde Staten |

## Verspreiding en habitat
De soorten komen voor in delen van Noord-Amerika en leven in de Verenigde Staten en Mexico.
De habitat bestaat uit droge tropische en subtropische graslanden, gematigde bossen en scrubland.

## Beschermingsstatus
Door de internationale natuurbeschermingsorganisatie IUCN is aan alle soorten een beschermingsstatus toegewezen. Beide slangen worden beschouwd als 'veilig' (Least Concern of LC).